# Аристово (Великоустюгский район)
Аристово — деревня в Великоустюгском районе Вологодской области. Административный центр Шемогодского сельского поселения и Шемогодского сельсовета.
Расстояние до районного центра Великого Устюга по автодороге — 17 км. Ближайшие населённые пункты — Кузнецово, Верхнее Панкратово, Нижнее Панкратово.
По переписи 2002 года население — 620 человек (316 мужчин, 304 женщины). Преобладающая национальность — русские (99 %).